# Rhön-Grabfeld
Rhön-Grabfeld é um distrito (kreis ou landkreis) da Alemanha localizado na região da Baixa Francónia, no estado da Baviera.

## Cidades e Municípios
| Cidades                                                                                                 | Municípios | |
| --- | --- | --- |
| 1. Bad Königshofen 2. Bad Neustadt 3. Bischofsheim an der Rhön 4. Fladungen 5. Mellrichstadt 6. Ostheim | 1. Aubstadt 2. Bastheim 3. Burglauer 4. Großbardorf 5. Großeibstadt 6. Hausen 7. Hendungen 8. Herbstadt 9. Heustreu 10. Höchheim 11. Hohenroth 12. Hollstadt 13. Niederlauer 14. Nordheim vor der Rhön 15. Oberelsbach | 1. Oberstreu 2. Rödelmaier 3. Saal an der Saale 4. Salz 5. Sandberg 6. Schönau an der Brend 7. Sondheim vor der Rhön 8. Stockheim 9. Strahlungen 10. Sulzdorf 11. Sulzfeld 12. Trappstadt 13. Unsleben 14. Willmars 15. Wollbach 16. Wülfershausen |